# Mercure (métro de Lille)
Pour les articles homonymes, voir Mercure.
La station Mercure  est une station de la ligne 2 du métro de Lille, située à Tourcoing. Inaugurée le 18 août 1999, la station permet de desservir le centre d'affaires Le Mercure, qui appartient à la zone de l'Union.

## La station

### Situation
La station se situe sous le boulevard Gambetta à Tourcoing. Implantée en face de la rue du Canal, elle dessert le centre d'affaires de la commune nommé Le Mercure dans la zone de l'Union. Elle dessert également le quartier Gambetta.
Elle est située sur la ligne 2 entre les stations Alsace - Plaine Images et Carliers, respectivement à Roubaix et à Tourcoing.

### Origine du nom
Elle doit son nom au centre d'affaires Le Mercure qui accueillait l'entreprise allemande Quelle. Le bâtiment servira au tribunal de commerce de Roubaix-Tourcoing vers la fin de 2012.

### Histoire
La station de métro est inaugurée le 18 août 1999.

### Architecture
La station comporte un accès et un ascenseur en surface, il y a deux niveaux.
- niveau - 1 : salle des billets
- niveau - 2 : voies centrales et quais opposés

- Architecture intérieure

"Architecture
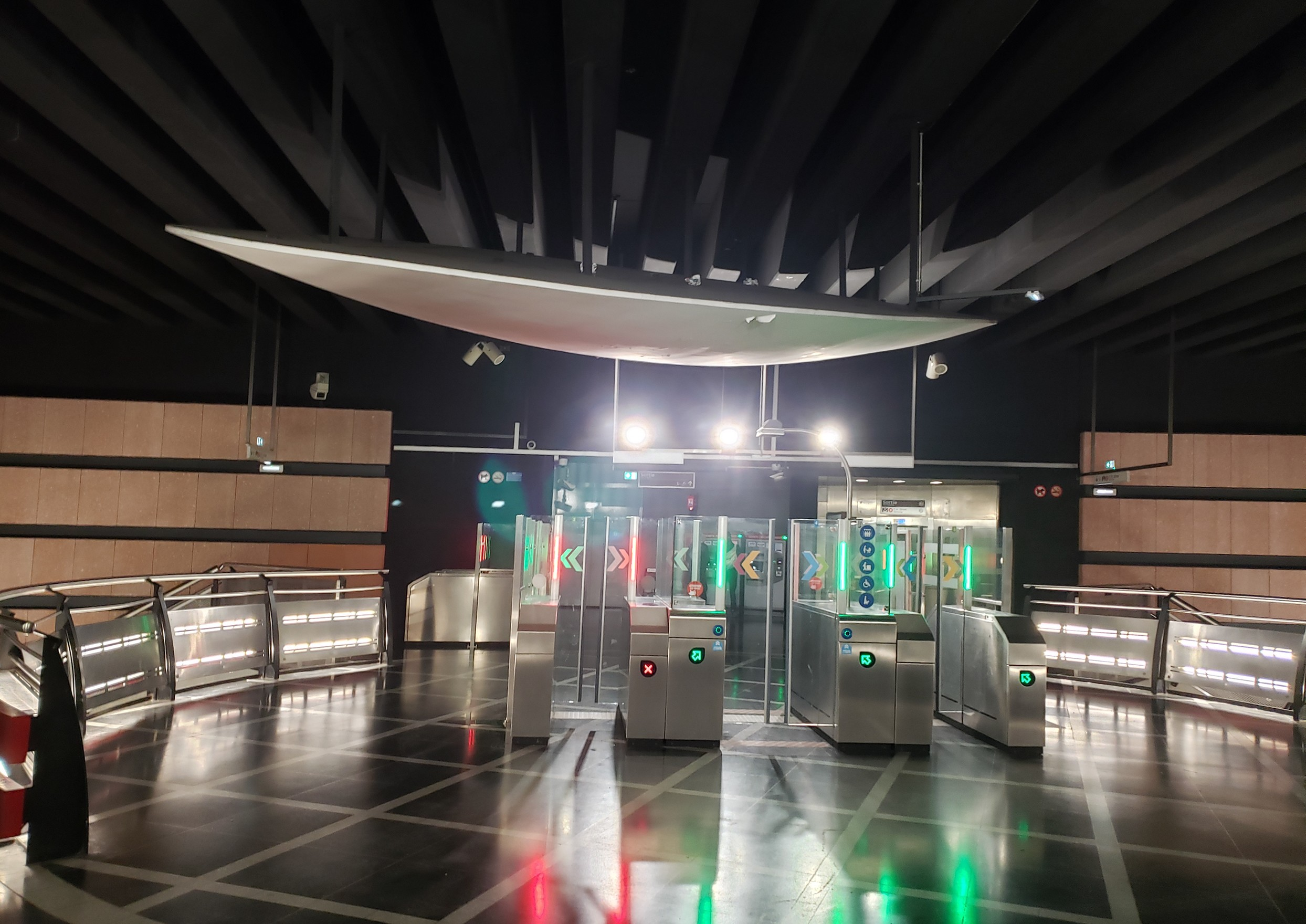
Vue de la mezzanine en direction des portiques
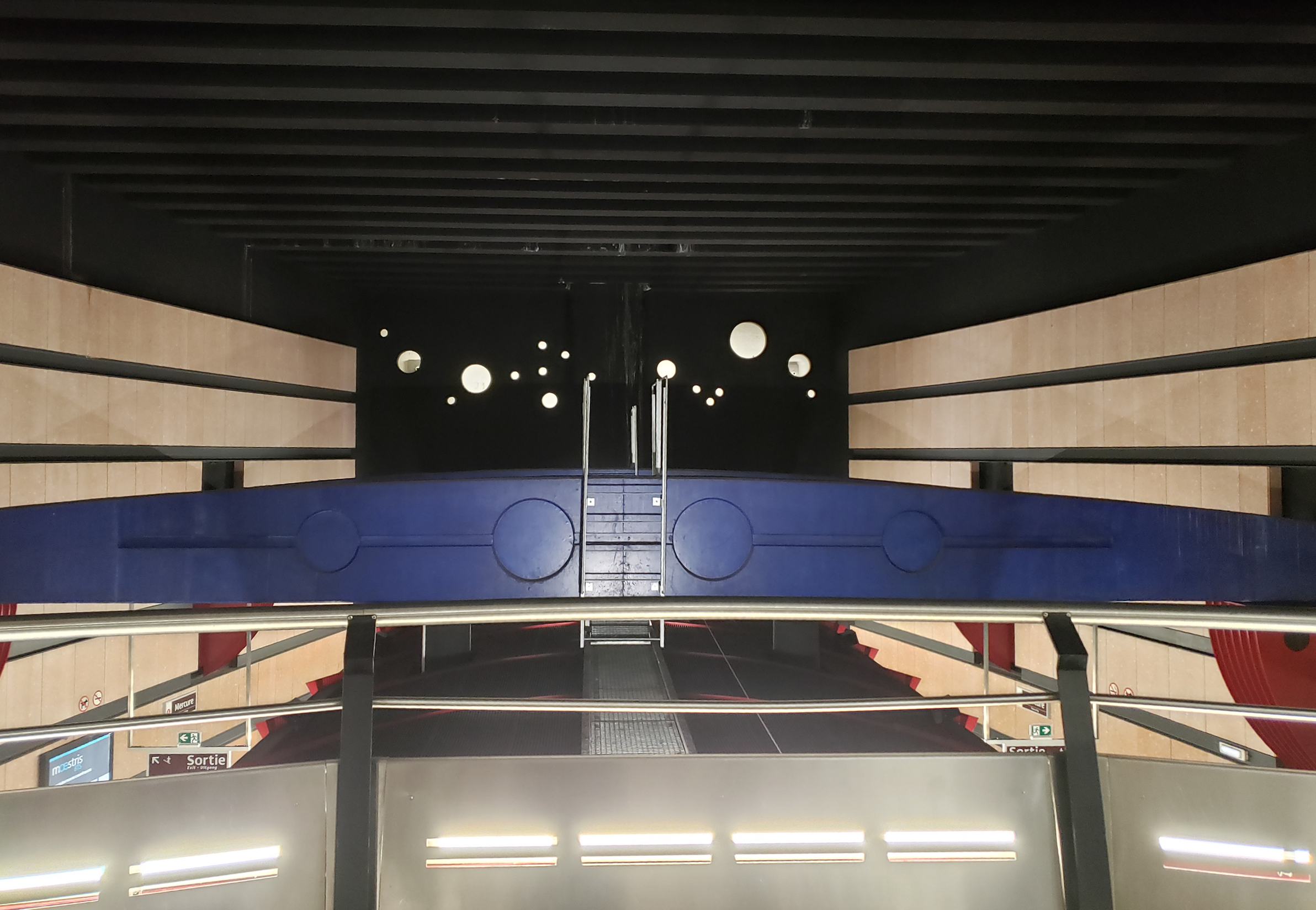
Vue de la mezzanine en direction des voies
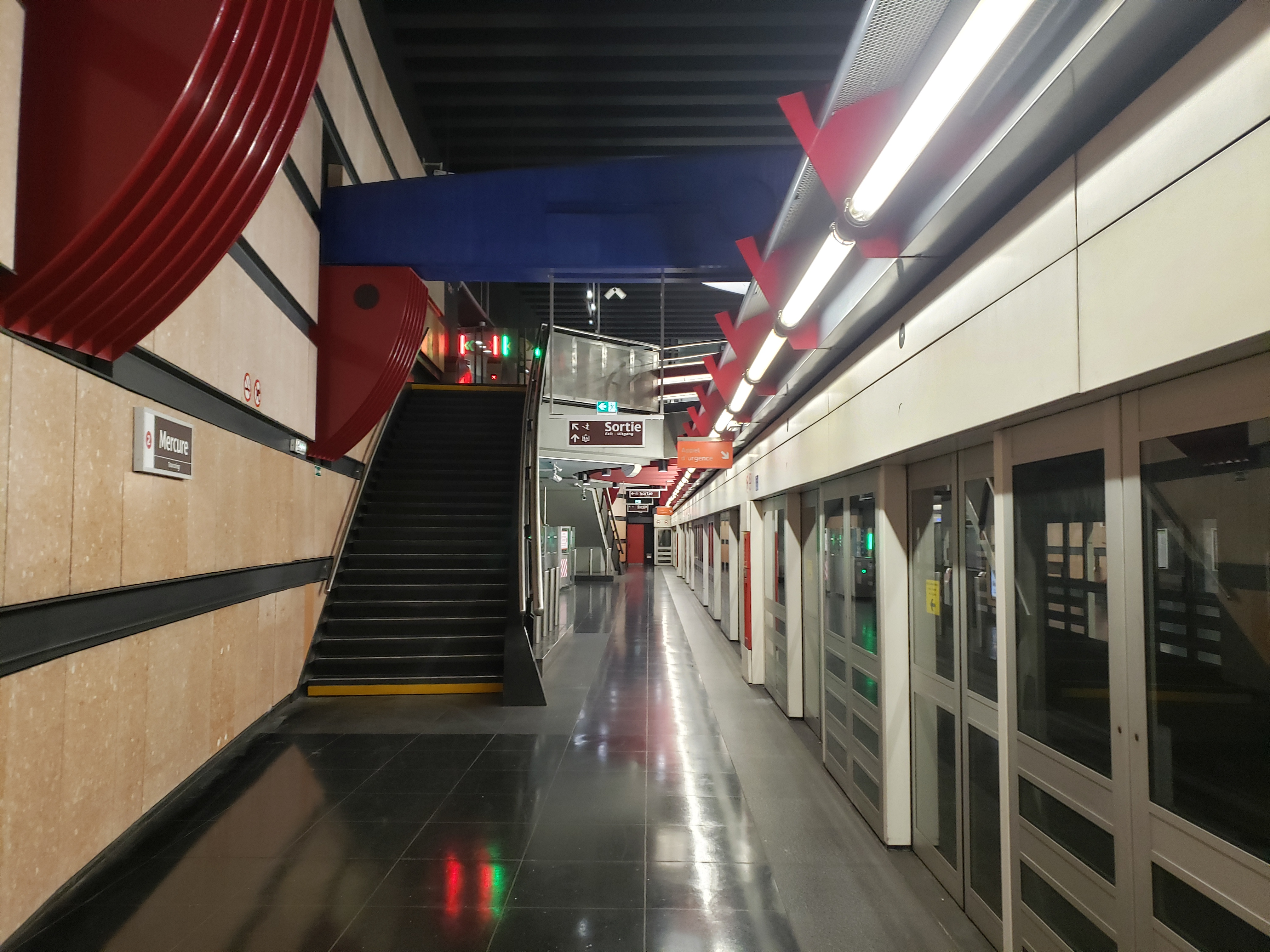
Quai direction CH Dron

## Intermodalité
Aucune ligne de bus ne dessert la station.

## À proximité
- Le bâtiment Mercure
- La zone de l'Union